# Płużniczka
Płużniczka (deutsch: Klein Pluschnitz, 1936–1945 Reichenhöh) ist ein Ort in der Stadt- und Landgemeinde Toszek im Powiat Gliwicki der Woiwodschaft Schlesien in Polen.
Ortsteil von Płużniczka ist Grabina.

## Geographie
Płużniczka liegt vier Kilometer nordwestlich von Toszek, 25 Kilometer nordwestlich von Gliwice (Gleiwitz) und 45 Kilometer nordwestlich von Katowice (Kattowitz).
Nachbarorte von Płużniczka sind im Westen Płużnica Wielka (Groß Pluschnitz), im Südosten Toszek (Tost) und im Süden Pawłowice (Pawlowitz).

## Geschichte
Bei der Volksabstimmung in Oberschlesien am 20. März 1921 stimmten 51 Wahlberechtigte für einen Verbleib bei Deutschland und 99 für Polen. Klein Pluschnitz verblieb beim Deutschen Reich. 1933 lebten im Ort 343 Einwohner. Am 12. Februar 1936 wurde der Ort in Reichenhöh umbenannt. 1939 hatte der Ort 402 Einwohner. Bis 1945 befand sich der Ort im Landkreis Tost-Gleiwitz.
1945 kam der bisher deutsche Ort unter polnische Verwaltung und wurde in Płużnica Mała umbenannt und der Woiwodschaft Schlesien angeschlossen. 1950 kam der Ort zur Woiwodschaft Kattowitz. Am 1. Januar 1990 wurde der Ort in Płużniczka umbenannt. 1999 kam der Ort zum wiedergegründeten Powiat Gliwicki und zur neuen Woiwodschaft Schlesien.